# Франсіско Кабельйо (тенісист)
Франсіско Кабельйо (ісп. Francisco Cabello; нар. 6 грудня 1972) — колишній аргентинський тенісист.
Найвищу одиночну позицію світового рейтингу — 119 місце досяг 6 квітня 1998, парну — 122 місце — 13 вересня 1999 року.

## Титули на челленджерах

### Одиночний розряд: (1)
| Ранг | Рік  | Турнір           | Покриття | Суперник          | Рахунок  |
| ---- | ---- | ---------------- | -------- | ----------------- | -------- |
| 1.   | 1998 | Барлетта, Італія | Ґрунт    | Сальвадор Наварро | 6–4, 6–4 |

### Парний розряд: (2)
| Ранг | Рік  | Турнір                 | Покриття | Партнер          | Суперники                           | Рахунок       |
| ---- | ---- | ---------------------- | -------- | ---------------- | ----------------------------------- | ------------- |
| 1.   | 1998 | Монтевідео, Уругвай    | Ґрунт    | Агустін Кальєрі  | Паулу Тайшер Крістіану Теста        | 6–4, 6–4      |
| 2.   | 1999 | Ашаффенбург, Німеччина | Ґрунт    | Міхаель Кольманн | Вінченцо Сантопадре Крістіану Теста | 1–6, 6–3, 6–4 |